# Аурбахер, Людвиг
Людвиг Аурбахер (нем. Ludwig Aurbacher; 1784—1847) — немецкий писатель.

## Биография
Людвиг Аурбахер родился 26 августа 1784 года в городе Тюркхайме, в административном округе Швабия в земле Бавария в семье кузнеца.
В 1801 году поступил послушником в бенедиктинский монастырь Оттобейрн, а позднее в Виблингенский монастырь, но затем оставил и его. После этого был домашним учителем и в 1809—3184 годах профессором немецкой стилистики и эстетики в Мюнхенском кадетском корпусе.
В конце XIX — начале XX века на страницах Энциклопедического словаря Брокгауза и Ефрона была дана следующая оценка литературным трудам Людвига Аурбахера:
«… издал множество отчасти анонимных сочинений; некоторые из них касаются педагогии, как, напр., „Pädagogische Phantasien“ (Мюнх., 1838), „Schulblätter“ (Мюнх., 1829—32), другие — языкознания, как „System der deutschen Orthograpie“ (Нюрнб., 1843 г.), отчасти писал и поэтические произведения, как, напр., „Dramatische Versuche“ (Мюнх., 1826), „Novellen“, „Lyrische Gedichte“ и т. д. Но самые своеобразные и замечательные из его произведений — народные его сочинения, которые все были выпущены анонимными. Так, „Die Abenteuer der sieben Schwaben“ (Рейтл., 1846), поэтическая обработка Симрока, в его „Deutschen Volksbüchern“ и другие, напечатанные в „Volksbüchlein“ (2 ч., Мюнхен, 1827—29; 2 изд., Мюнхен, 1835; Штутг., 1839). Его „Gesammelte gr össere Erzä hlungen“ изд. Саррейтер (Фрейбург, 1881).»
Людвиг Аурбахер скончался 25 мая 1847 года в городе Мюнхене.